# Pesafiltres
Un pesafiltres és un flascó de vidre emprat als laboratoris, habitualment de forma cilíndrica, sense coll, alt o baix, amb la boca ampla i esmerilada, per l'interior o l'exterior, on hom acobla una tapadora, com a mascle o com a femella, utilitzat per a pesar substàncies, especialment sòlides. El fet que es puguin tapar permet pesar substàncies higroscòpiques sense que augmenti el pes per absorció d'aigua de la humitat ambiental.